# Hiss (альбом)
Hiss — четвёртый студийный альбом сингапурской грайндкор-группы Wormrot, выпущенный 8 июля 2022 года на лейбле Earache Records. Релиз получил положительные оценки от музыкальных критиков и признавался одним лучших метал-релизов 2022 года. Треки «Behind Closed Doors», «When Talking Fails, It’s Time for Violence», «Weeping Willow» были выпущены в качестве синглов, а на «Grieve», «Weeping Willow» и «Voiceless Choir» был снят клип. Hiss — последний альбом Wormrot, записанный с вокалистом Арифом перед его уходом из группы.

## История
16 марта 2022 года группа выложила два сингла: «Behind Closed Doors» и «When Talking Fails, It’s Time for Violence» и анонсировала выход нового студийного альбома. Музыкальное видео на треки было снято в студии Snakeweed Studios в Сингапуре, где и проводилась запись альбома. В записи альбома также приняла участие 18-летняя скрипачка Мира Чу (англ. Myra Choo). Группа комментирует: «Кажется, что нет лучшего времени для выпуска Hiss, чем сейчас. Пандемия заставила нас продержаться дольше, чем мы ожидали, и кажется, что мы близки к её завершению. Мы обрели новые силы и вновь обрели уверенность после многих лет затишья и неопределённости». 18 мая вышли синглы «Grieve», «Weeping Willow» и «Voiceless Choir», на которые был снят общий клип, вдохновлённый японскими криминальными фильмами 70-х годов и сингапурскими сериалами «Triple Nine» и «Crimewatch». Незадолго до выхода альбома, в мае, вокалист Ариф объявил о своём уходе из группы по причинам психического здоровья. «Hiss стал для Арифа чертовски удачным завершением его пребывания в Wormrot», — пишет критик Брендон Шроер.

## Отзывы критиков
Альбом получил крайне положительные отзывы от музыкальных критиков. Кевин Стюарт-Панко из Metal Injection поставил альбому 10 баллов из 10. Он пишет, что корни и основа Hiss остаются в грайндкоре, но любая вариативность, добавленная к нему, извращается и трансформируется в пользу группы. Wormrot формируют другие жанры вокруг грайнда для своих целей и в свою пользу. Результат — высокая планка и творческий прогресс в жанре, ограниченном определёнными рамками. В рецензии для Kerrang! Пол Треверс написал: «Звук на Hiss чёткий и ясный, искрящийся энергией и позволяющий выделить отдельные инструменты. Вокалист Ариф также находится в блестящей форме, переходя от маниакального воя к низкому гроулу и даже к мелодичному чистому вокалу». Критик немецкого Metal Hammer Доминик Винтер оценил альбом в 5.5 баллов из 7 и сравнил его с творчеством таких групп, как Napalm Death, Full of Hell или Fear Factory. По мнению RaduP из Metal Storm, Wormrot обладают мастерством в создании увлекательного грайндкора, который тонко изменяет ритмы и структуры, не теряя при этом жизненной энергии жанра. Рецензент Sputnikmusic Брендон Шроер поставил альбому 4.5 балла из 5 и описал его как «пересечение жестокости и инноваций», а также написал, что музыканты создали «смелый, экспериментальный и изобретательный альбом, который берёт застойный жанр и переворачивает его с ног на голову, при этом никогда не забывая, откуда они пришли».
По итогу 2022 года Hiss был признан одним из лучших метал-альбомов года несколькими авторитетными музыкальными изданиями.

## Список композиций
| №                   | Название                                     | Длительность |
| ------------------- | -------------------------------------------- | ------------ |
| 1.                  | «The Darkest Burden»                         | 1:46         |
| 2.                  | «Broken Maze»                                | 1:55         |
| 3.                  | «Behind Closed Doors»                        | 1:28         |
| 4.                  | «When Talking Fails, It’s Time for Violence» | 1:15         |
| 5.                  | «Your Dystopian Hell»                        | 1:29         |
| 6.                  | «Unrecognizable»                             | 0:10         |
| 7.                  | «Hatred Transcending»                        | 1:50         |
| 8.                  | «Doomsayer»                                  | 0:37         |
| 9.                  | «Pale Moonlight»                             | 0:44         |
| 10.                 | «Seizures»                                   | 2:51         |
| 11.                 | «Voiceless Choir»                            | 2:35         |
| 12.                 | «Grieve»                                     | 1:40         |
| 13.                 | «Sea of Disease»                             | 2:10         |
| 14.                 | «Noxious Cloud»                              | 1:10         |
| 15.                 | «Shattered Faith»                            | 0:19         |
| 16.                 | «Desolate Landscapes»                        | 2:19         |
| 17.                 | «Spiral Eyes»                                | 0:41         |
| 18.                 | «Vicious Circle»                             | 1:06         |
| 19.                 | «Weeping Willow»                             | 1:09         |
| 20.                 | «All Will Wither»                            | 1:08         |
| 21.                 | «Glass Shards»                               | 4:28         |
| Общая длительность: | Общая длительность:                          | 32:50        |

## Участники записи
Wormrot
- Arif — вокал
- Rasyid — гитара, бас-гитара, шумы
- Vijesh — ударные, перкуссия

Приглашённые музыканты
- Мира Чу (англ. Myra Choo) — скрипка